# Камиль, Мустафа
Мустафа Камиль (1874—1908, араб. مصطفى كامل‎) — деятель национально-освободительного движения Египта, журналист и оратор.

## Биография

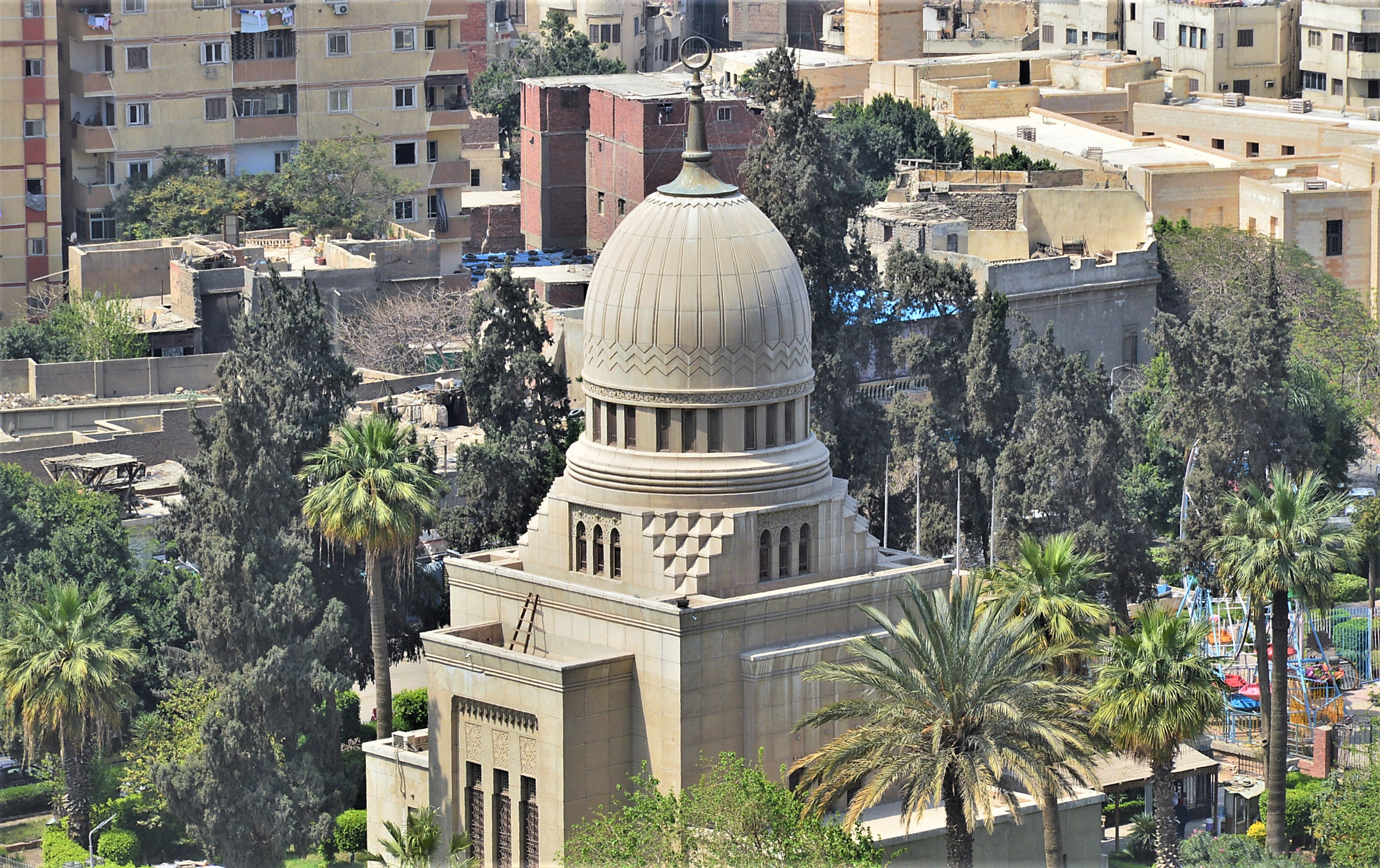
Музей Мустафы Камиля в Каире. Вид из цитадели Саладина

Родился в семье военного инженера, в 1893 году окончил юридическую школу в Каире, в 1894 году получил диплом юриста в Тулузском университете. Вернувшись в Египет, создал группу противников английского колониального режима, в 1900 году основал газету «Аль-Лива» («Знамя»). В своих статьях и выступлениях призывал к освобождению Египта от британской оккупации, введению конституции и учреждению парламента. Вместе с хедивом Египта Аббасом II добивался автономии Египта в рамках Османской империи.
Был одним из крупнейших просветителей Египта, создал школу для мальчиков, где вместе обучались христиане, мусульмане и евреи.
После Деншавайского дела в июне 1906 года активизировал антианглийскую агитацию, в декабре 1907 года создал партию Ватан и был её первым председателем.
Внёс большой вклад в развитие современного арабского литературного языка.
В 1949—1953 годах в Каире сооружен мавзолей Мустафы Камиля, который в настоящее время открыт для посетителей.